# John Prince-Smith

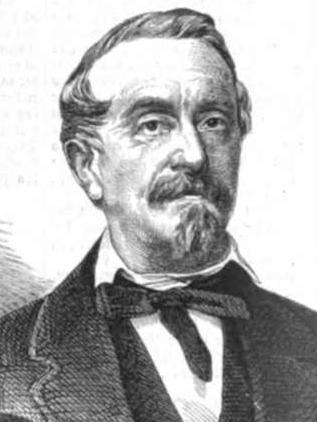
John Prince-Smith, 1862 (Grafik von Hermann Scherenberg)

John Prince-Smith (* 20. Januar 1809 in London; † 3. Februar 1874 in Berlin) war ein Volkswirt und Manchesterliberaler in Deutschland. Er war die bedeutendste Persönlichkeit der deutschen Freihandelsbewegung.

## Leben
Prince-Smith kam aus einem vermögenden Elternhaus, sein Vater John Prince-Smith war zunächst Anwalt in London, dann Gouverneur in Britisch-Guayana, wo Prince-Smith bis 1820 lebte. Danach kehrte er nach Großbritannien zurück, verlor bald darauf seinen Vater und das Familienvermögen.
1831 kam er als Englischlehrer nach Elbing. Hier gehörte er zur Mittwochsgesellschaft, einer Vereinigung um den Reeder und Kaffeehausbesitzer Jacob Riesen, der seit einer Reise in die USA im Jahr 1811 im demokratisch-liberalen Sinn politisiert worden war. In diesem Kreis beteiligte sich Prince-Smith zwischen 1838 und 1851 als Verfasser mehrerer Adressen der Elbinger Bürgerschaft. Zugleich schrieb er für die dezidiert konservativen, von Agathon Wernich redigierten Elbinger Anzeigen eine anonyme Artikelserie mit satirischen Schilderungen des Kleinstadtlebens unter dem Titel Blätter aus dem Tagebuche eines Müßiggängers.
Nebenbei erwarb sich Prince-Smith autodidaktisch Kenntnisse der Volkswirtschaft. Den Beruf des Englischlehrers übte er bis 1840 aus; am 1. Oktober dieses Jahres schied er nach Differenzen mit dem Magistrat über seine Zeitungsartikel einvernehmlich aus dem Amt, erhielt aber sein Gehalt für ein weiteres Jahr ausbezahlt. Nachdem er sich 1845 besuchsweise als Journalist in Berlin aufgehalten hatte, ließ er sich Ende 1846 dauerhaft dort nieder. Seine Existenz war durch die Heirat mit der vermögenden Kaufmannstochter Charlotte Auguste, geb. Sommerbrodt gesichert.
1846 gründete er den Deutschen Freihandelsverein, der sich aber nicht lange hielt. Wichtiger war die Gründung der Freihandelsschule, an der er lehrte. Prince-Smith war der Mentor wichtiger späterer liberaler Journalisten und Ökonomen wie Julius Faucher, Max Wirth, Otto Michaelis und Otto Wolff, die wichtige Akzente in nationalökonomischen Fragen setzen konnten.
1848 ging Prince-Smith mit Faucher, mit dem er über eine Stiefschwester seiner Frau verschwägert war, nach Frankfurt am Main, um den Ausschuss für die volkswirtschaftliche Gesetzgebung freihänderlisch und manchesterliberal zu beeinflussen. Nach dem Scheitern der Paulskirchenverfassung verschlug es Prince-Smith nach Berlin, wo er einen Zentralbund für Handelsfreiheit gründete. Gemeinsam mit Faucher, Eduard Meyen und Hans von Bülow beteiligte er sich an der Demokratischen Zeitung, inzwischen unter dem Titel Abendpost, die jedoch im Sommer 1850 die geforderte Kaution nicht stellen konnte und eingestellt werden musste.
Prince-Smith war lange Zeit Vorsitzender der Volkswirtschaftlichen Gesellschaft und der Ständigen Deputation des Kongresses deutscher Volkswirte. Er vertrat von 1861 bis 1866 den Stettiner Wahlkreis als Abgeordneter im preußischen Abgeordnetenhaus und war von 1871 bis 1874 Mitglied des Reichstags als Abgeordneter des Reichstagswahlkreis Herzogtum Anhalt 1 (Dessau - Zerbst).
Er übersetzte zahlreiche Schriften Frédéric Bastiats ins Deutsche.
Zwei Wochen nach seinem 65. Geburtstag starb John Prince-Smith am 3. Februar 1874 in Berlin. Beigesetzt wurde er auf dem dortigen Friedhof III der Jerusalems- und Neuen Kirche vor dem Halleschen Tor. Das Grab ist nicht erhalten.

## Familie
John Prince-Smith heiratete um 1847 Charlotte Auguste, geb. Sommerbrodt (* 1. Oktober 1809 in Berlin; † 25. März 1871 ebenda), die Tochter des Kaufmanns Johann Gottlieb Sommerbrodt (* um 1751; † 6. September 1816 in Berlin) und der Charlotte Henriette Sommerbrodt, geb. Kley (* um 1769; † 30. Oktober 1846 in Berlin). Eine Stiefschwester (eigentlich ihre Nichte), uneheliche Tochter ihres der ersten Ehe ihres Vaters entstammenden Stiefbruders Carl Christoph Sommerbrodt, die seit 1829 von Charlotte Augustes verwitweter Mutter aufgezogen wurde, war Caroline Sophie Mielcke genannt Sommerbrodt, die 1846 Julius Faucher ehelichte.
Das Ehepaar Prince-Smith nahm seinerseits zwei Adoptivkinder an: Sophy Prince-Smith († 16. November 1914 in München) heiratete am 18. Januar 1881 in München den späteren Gothaer Bankdirektor Hans Braun; John Adam Prince-Smith (* 1855 in Berlin; † 5. September 1911 in Marienbad) wurde ein Pionier des Trabrennsports in Deutschland sowie Gründer und Eigentümer der Trabrennbahn in Berlin-Weißensee.

## Schriften
- Über Handelsfeindseligkeit. 1843 (PDF; 446 kB)
- Über die Nachtheile der Industrie durch Erhöhung der Einfuhrzölle. 1845 (PDF; 114 kB)
- Handelsminister für sechs Stunden. 1851 (PDF; 335 kB)
- Die sogenannte Arbeiterfrage. 1864 (PDF; 147 kB)

Werkausgabe:
- Otto Michaelis und Karl Braun (Hrsg.): John Prince-Smith’s Gesammelte Schriften. Berlin 1877–1880 (Digitalisat: Band 1, Band 2, Band 3)